# Tištín
Tištín là một chợ huyện thuộc huyện Prostějov, vùng Olomoucký, Cộng hòa Séc.